# HomePod
HomePod je chytrý reproduktor společnosti Apple Inc. podobný Amazon Echo nebo Home Google. Byl pojmenován podle populární řady přehrávačů iPod. Poprvé byl oznámen 5. června 2017 na konferenci Apple WWDC a vydání je naplánováno na prosinec 2017, ale byl později odložen na počátek roku 2018. Původně byl propuštěn v Austrálii, Velké Británii a USA, dostupný ve dvou barvách: bílá a vesmírná šedá. Dne 23. ledna 2018 společnost Apple oznámila, že HomePod bude k dispozici na předběžné objednávky 26. ledna a první objednávky začnou přicházet 9. února 2018.

## Vlastnosti
Reproduktor podporuje technologii AirPlay 2 a používá osobní asistentku Siri. V horní části zařízení je zobrazen dynamický tvar křivky, když je Siri aktivována. Nabízí sedm vysokofrekvenčních výškových reproduktorů, každý s vlastním zesilovačem a basový reproduktor směrem nahoru. Software manipuluje se zvukem, tak aby se využila akustika místnosti pro lepší kvalitu zvuku. Dále nabídne šestimístné pole mikrofonů pro vzdálené aktivování Siri a funkci prostorové snímání. Také využívá interní nízkofrekvenční kalibrační mikrofon pro automatickou korekci basů.

## Soukromí
Po představení byly spekulace o tom, zda zařízení bude neustále přenášet data o tom, co uživatelé říkají, nebo zda by tak učinil pouze po příkazu "Hey Siri". Apple tvrdí, že data jsou přenášena až po příkazu. Reproduktor nenabízí jako konkurence hardwarové tlačítko na vypnutí mikrofonů.